# Ramón de Madariaga Alonso
Ramón de Madariaga y Alonso (c. 1890-Madrid, 14 de agosto de 1936) fue un abogado y político español.

## Biografía
Ramón de Madariaga y Alonso se licenció en Derecho por la Universidad Central de Madrid. Propagandista católico, fue editor del periódico Juventud y parroquia durante la década de 1920.
Concejal monárquico del Ayuntamiento de Madrid en 1931. 
Durante la Guerra civil española, fue detenido en su domicilio el 13 de agosto de 1936 y fusilado al día siguiente, el 14 de agosto de 1936.
Desde la década de 1960 cuenta con una calle de la barriada de Usera, en Madrid.